# Mazowsze (ansamblu)
Mazowsze (în poloneză Państwowy Zespół Ludowy Pieśni i Tańca „Mazowsze” – „Ansamblul popular de stat de cântec și dans „Mazowsze””) este un renumit ansamblu de dans și cântece popular polonez. Este numit după regiunea Mazowsze (Mazovia) din Polonia și este unul dintre cele mai mari grupuri artistice poloneze care se referă la tradiția muzicii și dansului popular polonez. Din 1948, sediul ansamblului este situat în Karolin (parte a localității Otrębusy). În prezent, ansamblul este format din balet, cor și orchestră simfonică, cu melodii din 39 de regiuni etnografice ale Poloniei și din întreaga lume.

## Istorie
Mazowsze a fost înființat printr-un decret emis de Ministerul Culturii și Artei la 8 noiembrie 1948. Decretul i-a cerut profesorului Tadeusz Sygietyński să creeze un grup folcloric care să mențină tradițiile artistice regionale și repertoriul popular tradițional de cântece și dansuri din zona rurală mazoviană. Grupul a avut menirea de a proteja această tradiție populară de la distrugere și să încapsuleze diversitatea, frumusețea și bogăția ei. La început, repertoriul grupului Mazowsze a conținut cântece și dansuri din doar câteva regiuni ale Poloniei – Opoczno și Kurpie⁠(d), dar și-a extins în scurt timp gama prin adoptarea tradițiilor altor regiuni.
După doi ani de pregătiri, repetiții și studii de repertoriu, Mazowsze și-a organizat premiera la Teatrul Polonez din Varșovia la 6 noiembrie 1950. Repertoriul a conținut cântece și dansuri din regiunile Poloniei Centrale (după cum s-a menționat mai sus) – Opoczno, Kurpie și Masovia.

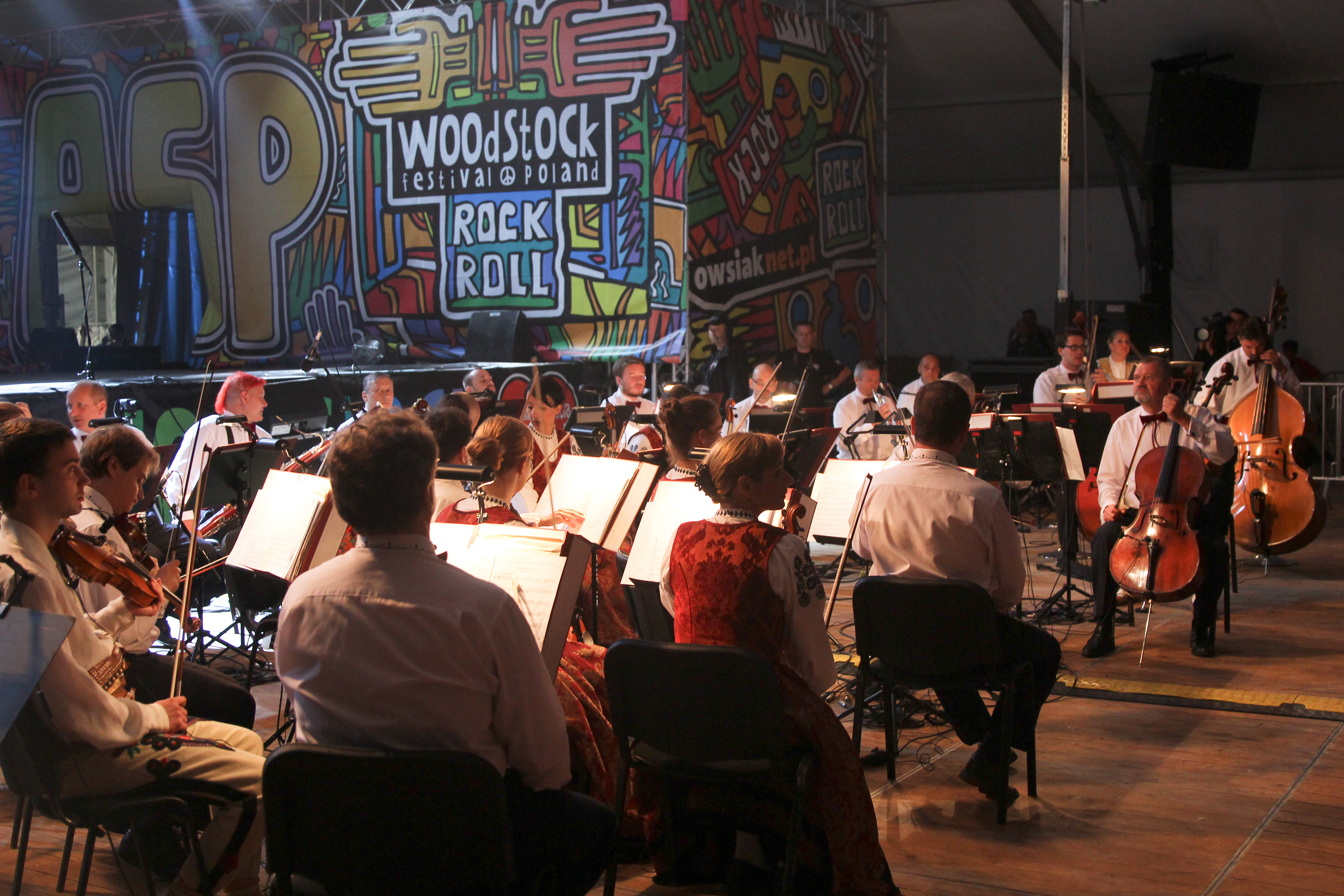
Orchestra simfonică de la Przystanek Woodstock (2013)

Între concertele de după premiera de la Varșovia, Mazowsze a continuat să-și îmbunătățească programul, a planificat următoarele acțiuni și a luat decizii importante. Abia după un an, în 1951, Mazowsze a început să facă turnee în afara Poloniei. Prima țară pe care a vizitat-o a fost Uniunea Republicilor Socialiste Sovietice, lucru de înțeles în acele vremuri datorită situației geopolitice a Poloniei. Prin hotărârea Consiliului de Stat al Poloniei din 15 ianuarie 1953 „Pentru elaborarea și îmbogățirea înalt artistică a cântecului și dansului popular polonez, difuzarea acestora în țară și în străinătate, în special de la 3 ianuarie până la 12 ianuarie 1953 la Moscova”, ansamblul de stat de dans și de cântec popular „Mazowsze” a fost distins cu Ordinul Steagul Muncii, clasa a II-a.
Trei ani mai târziu, guvernul polonez a permis ca grupul Mazowsze să se aventureze în afara „Cortinei de Fier”. La 1 octombrie 1954 a avut loc un concert la Paris, iar șase ani mai târziu în SUA.

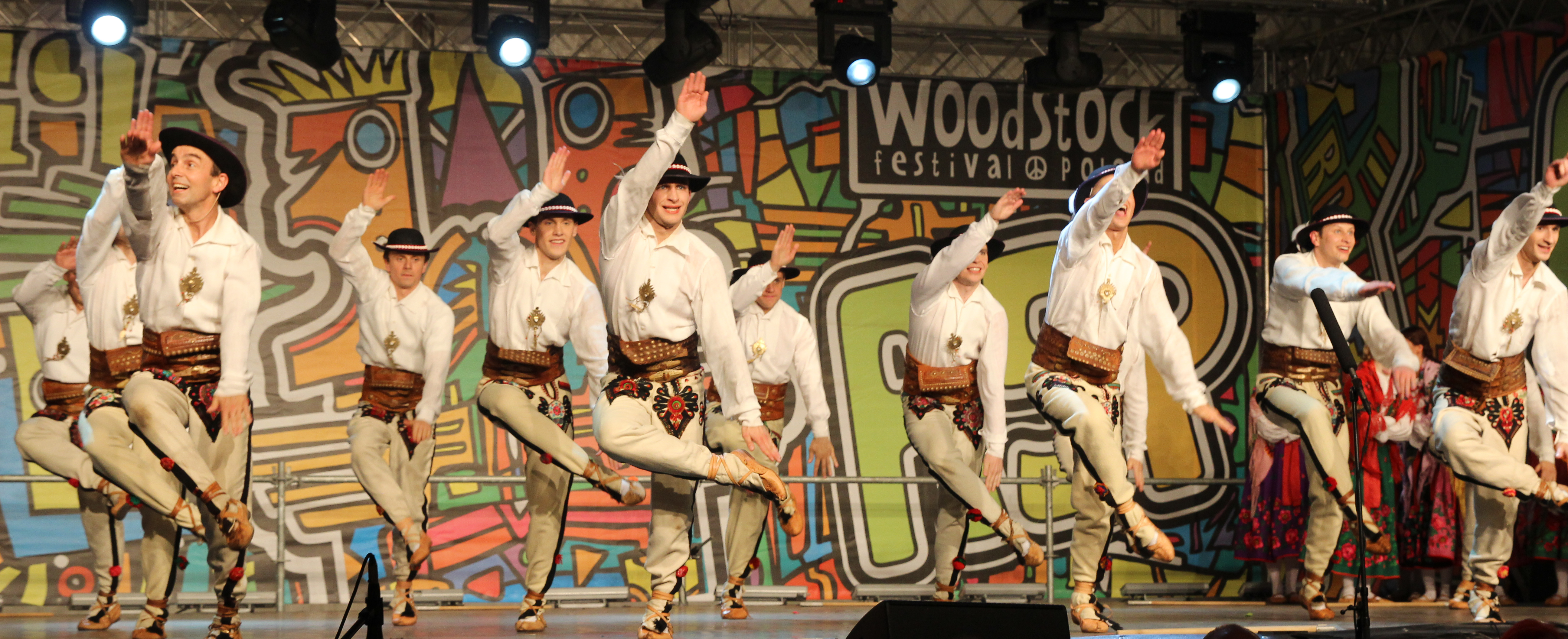

După moartea prof. Tadeusz Sygietyński, conducătoarea grupului a devenit Mira Zimińska-Sygietyńska⁠(d), care a lucrat alături de soțul ei încă de la începuturile grupului Mazowsze. Amândoi au străbătut peisajul rural, Zimińska căutând costume tradiționale vechi, Sygietynski sperând să găsească tinere talente. Ea a făcut ca grupul Mazowsze să arate așa cum este în prezent. Dacă nu ar fi fost ea, nu ar fi posibil să fie găsite noi domenii de cercetare, cum ar fi încă 39 de regiuni etnografice sau descrierea cântecelor religioase și patriotice care nu au fost niciodată notate. Datorită ei, Mazowsze a câștigat popularitate în întreaga lume, a susținut aproximativ 6 mii de concerte atât în Polonia, cât și în 49 de țări. Mira a încercat să strângă și comori materiale ale folclorului polonez – costume care au fost reconstruite cu mare grijă.
Mira Zimińska-Sygietyńska a fost liderul grupului timp de peste 40 de ani, dedicându-și talentul, experiența și viața complet proiectului.
În anii 1950, alături de grupul Mazowsze au cântat mari cântăreți polonezi precum Irena Santor⁠(d) sau Lidia Korsakówna⁠(d).

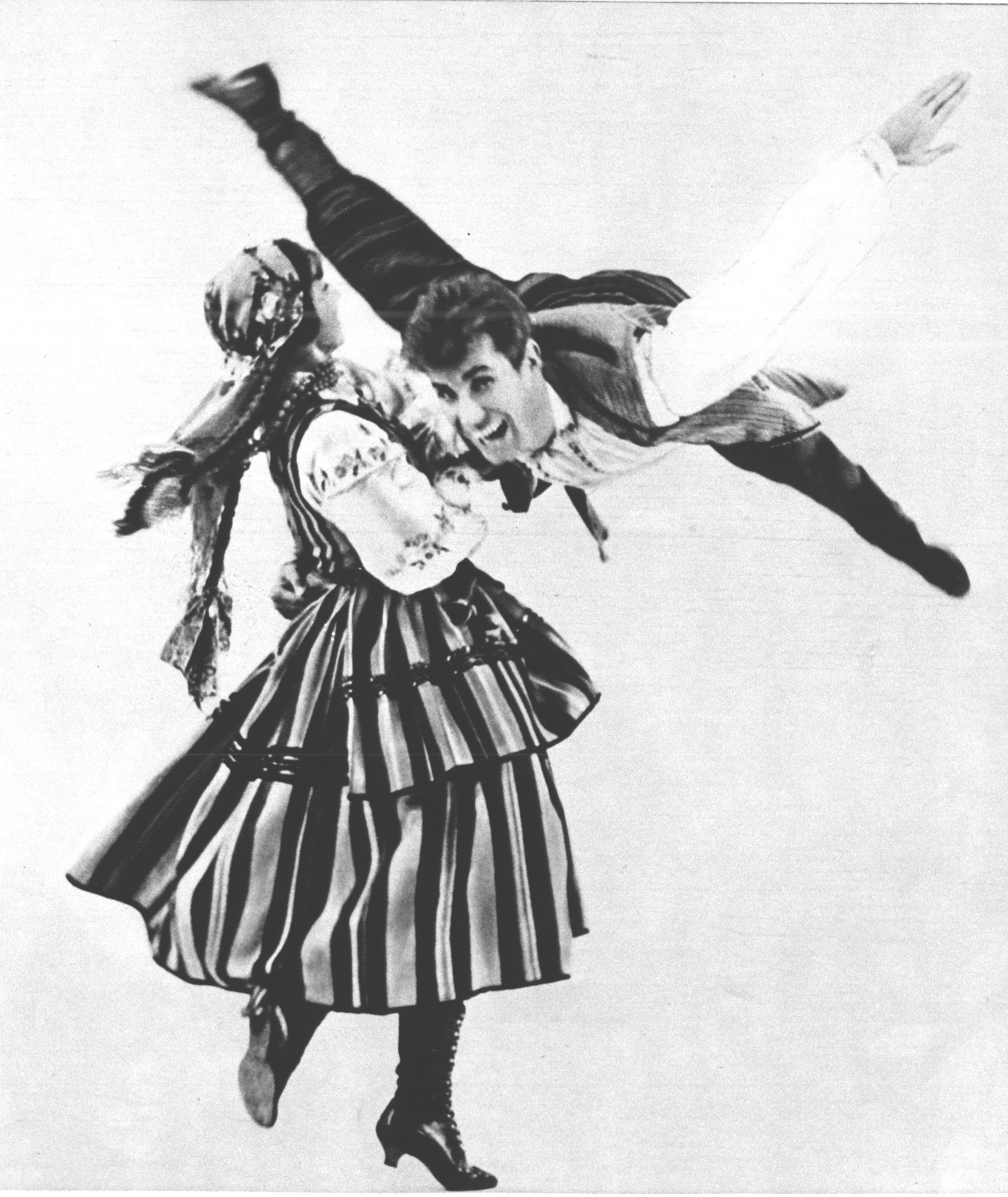
Witold Zapała, una dintre „legendele” ansamblului

În octombrie 2011, a fost publicată o carte despre cariera lui Witold Zapała alături de Mazowsze, Wytańczone „Mazowsze” Witolda Zapały. Cartea fost scrisă de o fostă dansatoare a ansamblului Mazowsze, Małgorzata Włoczkowska. Witold Zapała este una dintre „legendele” grupului Mazowsze.
Datorită fondurilor oferite de Autoguvernarea Voievodatului Mazowieckie și sprijinului semnificativ din partea Fondului European de Dezvoltare Regională, a fost înființat Centrul European Matecznik Mazowsze (ECMM), iar la 17 octombrie a avut loc deschiderea oficială a sălii de divertisment și educație Matecznik.

## Apariții în film
În 1954, cântecele și dansurile din filmul lui Leonard Buczkowski, Aventură la Marienstadt, au fost interpretate de ansamblul de cântece și dansuri Mazowsze.
În 1963, ansamblul Mazowsze a apărut în filmul de comedie polonez Żona dla Australijczyka (Soție pentru un australian), despre un bărbat australian de origine poloneză care se întoarce în Polonia pentru a-și găsi o soție. Rolul solistei ansamblului Mazowsze a fost interpretat de celebra actriță poloneză Elżbieta Czyżewska, iar rolul bărbatului australian – de Wiesłw Gołas.
În 1999, Mazowsze a apărut și în filmul lui Andrzej Wajda, Pan Tadeusz, în scena dansului tradițional polonez denumit – poloneză.
În 2018, Mazowsze a apărut în Războiul rece, film regizat de Paweł Pawlikowski, care prezintă o trupă de dans fictivă din Polonia (Mazurek) care, în multe privințe, împărtășește o istorie similară cu cea a grupului Mazowsze.